# Аббатство Бойрон
Архиаббатство Бойрон (лат. Archiabbatia Sancti Martini Beuronensis) — бенедиктинский монастырь на Верхнем Дунае в немецкой общине Бойрон в федеральной земле Баден-Вюртемберг.

## История

### Первое аббатство
Бойрон был впервые письменно упомянут в 861 г. в списке владений санкт-галленского аббатства под названием «Пуррон» (Purron); история же монастыря в Бойроне начинается в 1077 г. вместе с основанием августинского монастыря.
В 1253 г. права управления (фогт) Бойроном были переданы Фридриху V, графу Цоллерна; в 1303 г. — констанцскому епископу, и в 1391 г. — рыцарю Конраду фон Вейтинген (Konrad von Weitingen).
В 1802 г. в ходе медиатизации монастырь был упразднён, а его собственность отошла князьям Гогенцоллерн-Зигмарингенским.

### Второе аббатство
В 1862 г. Катарина фон Гогенцоллерн-Зигмаринген, преследовавшая, при поддержке папы Пия IX, цель возобновления монастырской жизни в Германии, передала бывшие здания старого аббатства и часть состояния своему духовнику Мавру Вольтеру (Maurus Wolter, в миру — Рудольф) и его брату Плацию (Placidus Wolter, в миру — Эрнст).
Заново основанный в 1863 г., монастырь Бойрон получил уже в 1868 г. статус аббатства, и в 1873 г. — после основания монастыря Маредсу в бельгийской общине Ане, стал ядром Бойронской конгрегации, объединяющей на сегодняшний день 16 мужских и женских монастырей в Германии, Австрии и Швейцарии.
В 1866 г. начала свою деятельность Теологическая высшая школа Бойрона, приостановившая её в 1967 г. (формально школа не была упразднена).
В 1868 г. группой католических художников здесь была основана так называемая «Бойронская школа», путём обращения к египетскому, раннехристианскому и византийскому художественному наследию стремившаяся к обновлению церковного искусства, и которая идеологически была близка движению назарейцев.
В эпоху Культуркампфа монахи были вынуждены покинуть Бойрон на период с 1875 по 1887 гг.; в то же самое время это изгнание способствовало основанию новых монастырей, составивших затем костяк Бойронской конгрегации.
В 1887 г. аббатство получило статус архиаббатства.
С 1919 г. аббатство издаёт «Бенедиктинский ежемесячник» (Benediktinischen Monatsschrift), с 1959 г. — под новым названием «Наследие и служение» (Erbe und Auftrag), в настоящее время выходящий поквартально.
В первой трети XX в. (в период с 1927 по 1933 гг.) в Бойроне часто останавливалась Эдит Штайн, как раз в этот период переживавшая религиозное обращение и поддерживавшая тесный контакт с правившим тогда архиаббатом Рафаэлем Вальцером (1888—1966), призывавшим её не принимать постриг, а продолжать заниматься общественной деятельностью. В это же время в состав монастыря были приняты многочисленные новые послушники, построены новые и модернизированы старые здания, значительное внимание было уделено научной деятельности.
В 1945 г. был основан Старо-латинский библейский институт (Vetus-Latina-Institut), главной задачей которого стало научное изучение и публикация всех известных списков Vetus Latina, то есть ранних переводов Библии на латинский язык. По сей день он представляет собой одну из важнейших институций такого рода.
В 2004 г. на бывшем монастырском острове Райхенау бойронские монахи оборудовали «Келью св. Бенедикта» (Cella St. Benedikt), небольшое приорство в бывшем доме священника в Нидерцелле (предыдущая попытка 1930-х гг. окончилась неудачей из-за сопротивления национал-социалистического правительства).

## Постройки
На территории аббатства располагается интересная с художественной точки зрения барочная церковь 1732—1738 гг. постройки с выдающейся потолочной росписью. В 1872 г. её внутреннее убранство было перестроено мастерами Бойронской школы. Алтари, главный из которых не сохранился, являются произведением знаменитого Йозефа Антона Фойхтмайера.
Библиотека, фонды которой составляют порядка 405 000 книг, является самой большой монастырской библиотекой в Германии.
С 1921 г. аббатству принадлежит небольшая ГЭС на Дунае, снабжающая его электричеством.

## Галерея
- Вид на фасад монастырской церкви с изображением св. Мартина (Бойронская школа)
- Монастырская церковь. Вид на алтарную часть
- Фрагмент потолочной росписи
- Памятная доска, посвящённая Эдит Штайн
- Вид на долину Дуная с аббатством Бойрон